# Халилов, Эльчин Нусрат оглы
Эльчин Нусратович Халилов (р. 1959) — азербайджанский учёный-геофизик, профессор, доктор геолого-минералогических наук. До конца 2013  возглавлял Научно-исследовательский центр Министерства обороны Азербайджана.
Руководитель и член нескольких общественных организаций: председатель правления Международного комитета по глобальным изменениям геологической и окружающей среды (MК ГИГОС GEOCHANGE), президент GNFE (Глобальной сети по прогнозированию землетрясений) и член президиума Международной академии наук «Здоровье и Экология».

## Образование
Эльчин Халилов окончил Азербайджанский институт нефти и химии им. М.Азизбекова (ныне Азербайджанская государственная нефтяная академия) в 1981 г. по специальности «геофизика». К моменту окончания университета Э.Халилов уже имел пять опубликованных научных работ в сборниках для молодых учёных. После завершения университета он поступил в аспирантуру и с 1981 по 1984 годы являлся аспирантом Института геологии им. И. М. Губкина Академии наук АзССР.
В 1984 году защитил кандидатскую диссертацию в области геотектоники. В том же году за свои научные исследования ему была вручена самая высокая награда для молодых ученых Азербайджана — Премия Ленинского Комсомола Азербайджана в области науки и техники (1984). В 1990 году он защитил диссертацию в Московском государственном университете в области изучения и прогнозирования землетрясений и извержений вулканов на соискание учёной степени доктора геолого-минералогических наук.
В  2011 году  Решением  Высшей Аттестационной Комиссии  при  Президенте  Азербайджанской  Республики Э.Н.Халилову  присвоено  ученое звание  «Профессор»  по  специальности «геотектоника и  геодинамика».

## Трудовая и научная деятельность
С 1981 по 1989 годы работал в Южном отделении Всесоюзного научно-исследовательского института геофизических методов разведки, пройдя путь от инженера до руководителя лаборатории «современной геодинамики» — «Тетис». С 1989 г. он избран президентом международного научно-технического комплекса «INTERGEO-TETHYS». Эта организация была учреждена в 1989 году в качестве Международной ассоциации ученых во время Карпато-Балканского геологического конгресса в Болгарии (София, 1989 год).
С 1991 по 1995 годы был избран депутатом — председателем постоянной депутатской комиссии по экологии Совета народных депутатов города Баку.
С  1993  по  2013  год  работал  в  Министерстве  Обороны (МО)  Азербайджанской  Республики  на  должности  начальника  Научно-Исследовательского Центра МО с прямым подчинением Министру Обороны.
С 1997 года  по 2013  год  одновременно являлся  Начальником  Управления  Центрального  Аппарата  Министерства  Обороны  Азербайджана.
В 2000 году Халилов был назначен заместителем председателя экспертного совета по наукам о земле Высшей аттестационной комиссии при Президенте Азербайджана.
С 2002 г. до настоящего времени Э. Н. Халилов, является генеральным директором Научно-исследовательского института по прогнозированию и изучению землетрясений.
В 2006 г. Халилов был назначен председателем экспертного совета по наукам о земле Высшей аттестационной комиссии при Президенте Азербайджана.
В 2006 году Эльчин Халилов был одним из руководителей проекта «Новая технология сейсмостойкого строительства» («New technology for seismic resistant construction»), поддержанного грантом SfP-982167 фонда НАТО «Наука во имя мира и безопасности (SPS)». Изначально проект был рассчитан на 3 года, но в 2009 году он был продлён на 1 год без увеличения финансирования и без изменения задач проекта, по итогам проекта было заявлено несколько патентов.
В 2007 г. Халилов был избран вице-президентом «Международной академии наук (Здоровье и Экология)» (Австрия, Инсбрук). В 2007 году Халилов являлся сопредседателем международного симпозиума «Природные катаклизмы и глобальные проблемы современной цивилизации» с участием учёных из 30 стран мира (24-27 сентября 2007 г, Баку). C 2008 г. Эльчин Халилов является вице-президентом Всемирной организации по научному сотрудничеству WOSCO. C 2008 г. Эльчин Халилов также является директором Международной программы сотрудничества по прогнозированию землетрясений (ICEP). С 2009 года Эльчин Халилов является генеральным директором «Глобальной сети по прогнозированию землетрясений».
С декабря 2009 года Э. Н. Халилов избран президентом Глобальной сети прогнозирования землетрясений GNFE. В декабре 2009 года на учредительном заседании Халилов избран председателем правления Международного комитета по проблемам глобальных изменений геологической среды (МК ГИГОС) GEOCHANGE, объединяющего в настоящее время ученых из более чем 90 стран мира.
С 2010 года Эльчин Халилов избран президентом GNFE GNFE.
С 2011 года Халилов избран председателем правления Всемирной организации по научному сотрудничеству WOSCO.
С 2022 года проф. Эльчин Халилов живет в КНР и работает приглашенным профессором Университета Вэньджоу, а также Иностранным Научным Экспертом Высшей Категории, назначенным на данную должность в качестве победителя Национальной Программы Талантов (2021 г.) .   Он возглавляет в Университете Вэньджоу научную программу ZEOMAG, включающую ряд крупных научных проектов ,. По данной программе в 2022 году было начато сотрудничество между Университетом Вэньджоу КНР и Санкт-Петербургским Исследовательским Центром РАН .
Во время официальной торжественной государственной церемонии в честь 90-летнего юбилея Университета Вэньджоу, Проф.Эльчин Халилов был представлен в качестве "ведущего таланта" Университета Вэньджоу и Почетного гостя церемонии, что было отражено в выступлении Председателя Церемонии, при этом было отмечено, что Э.Халилов, наряду с членством во многих авторитетных международных организациях и академиях наук, также является иностранным членом Российский Академии Естественных Наук , .
08 июля 2025 года в Большом зале Народного Собрания Провинции Чжэнцян КНР состоялась церемония вручения премии «WestLake Friendship Award» («Дружбы Западного Озера») для иностранных экспертов высшего уровня в Провинции Чжэцзян, КНР. Профессор Эльчин Халилов был награжден медалью и сертификатом «WestLake Friendship Award». Эта награда была вручена Проф. Эльчину Халилову за его научные достижения в период его работы в университете Вэньджоу c 2022 по 2024 годы. С момента поступления на факультет «наук о жизни и окружающей среде» Университета Вэньчжоу в 2022 году он руководил командой по разработке первой в мире “пористой магнитной системы (MagVortex, MV)” и успешно разработал беспилотный корабль, который объединяет мониторинг цветения цианобактерий в воде, их обезвреживание. Беспилотный робот управляется программой в режиме реального времени и его внедрение способствует развитию инновационных решений в области охраны окружающей среды .

## Судебное разбирательствo
В апреле 2014 года Э. Халилов был  привлечён в качестве подозреваемого по статьям 308.2 (злоупотребление должностными полномочиями) и 179.3.2 (присвоение или растрата в крупном размере) Уголовного кодекса Азербайджана. Под вниманием прокуратуры оказалась деятельность Халилова на посту руководителя Научно-исследовательского центра Минобороны. Как сообщали СМИ, до этого дела широкой общественности не было известно, что Халилов был связан с Министерством обороны.
В результате судебного  разбирательства, решением Бакинского Суда по Тяжким Преступлениям, обвинения о присвоении государственных средств в особо крупных размерах с Э.Халилова сняты. Судейская коллегия под председательством судьи Бакинского Суда по Тяжким Преступлениям Ахмеда Гулиева, на заседании суда от 14 мая 2015 г., вынесла приговор Э.Н.Халилову №1(101)-262/2015, в котором, в частности, говорится: «В связи с не подтверждением действий  Халилова Эльчина Нусрат оглы, предусмотренных статьями 179.3.2. (Присвоение или растрата государственных средств в крупном размере) и 313. (Служебный подлог) Уголовного Кодекса Азербайджанской Республики, обвинения по  данным статьям с него снимаются».  Приговором суда Халилову Э.Н. установлен  условный срок с испытательным периодом 1(один) год.. Таким образом, информация о том, что следствием выявлено, что Э.Халилов  превысив свои должностные полномочия, присвоил государственную собственность в крупных размерах была опровергнута в результате судебного расследования . В СМИ  отмечается, что предъявленное Эльчину Халилову обвинение по статье 308.2  ("Злоупотребление должностными полномочиями"), никак не связано с финансовыми нарушениями и отражает недостатки в его административной деятельности.

## Награды и достижения
В 1984 году за научные исследования в области геодинамики и геотектоники Эльчин Халилов удостоен звания «Лауреат Премии Ленинского Комсомола Азербайджана в области науки и техники» (высшая награда для молодых ученых Азербайджана). Халилову вручен диплом за первое официально утвержденное Национальной Академией Наук Азербайджана научное открытие в истории Азербайджана под названием «Закономерность пространственно-временного распределения извержений вулканов» с датой приоритета от 20 сентября 1983 г. Открытие было сделано Э. Н. Халиловым в соавторстве с академиком АН АзССР Ш. Ф. Мехтиевым, академиком АН СССР В. Е. Хаиным и Т. А. Исмаил-Заде (ныне член РАЕН).
В 2021 году проф. Эльчин Халилов стал победителем конкурса Национальной программы внедрения талантов «Программа Факел» Министерства науки и технологий КНР. . Как победитель Национальной Программы Талантов КНР Проф. Эльчин Халилов был официально зарегистрирован в государственном реестре талантов КНР в качестве Иностранного Научного Эксперта Высшей Категории "В" и приглашен на работу в Университет Вэньджоу (Wenzhou University) .
Ведущие иностранные ученые, приглашенные в качестве победителей государственной программы талантов КНР, получают особый государственный статус "Таланта", наделяемый серьезными привилегиями и льготами для участников данной программы. Самым высшим уровнем статуса талантов обладают таланты категорий "А", "B" "C". В соответствии с законом КНР проф. Э.Халилов получил визу категории "R" выдаваемую исключительным талантам высокого уровня или чьи навыки срочно необходимы Китаю. .
В 2025 году проф. Э.Халилов был удостоен высшей правительственной награды провинции Чжэнцян (КНР), вручаемой иностранным экспертам высшего уровня обладающим статусом "Национальный Талант Высшей Категории КНР" - Премией "WestLake Friendship Award" и ему были вручены сертификат и медаль в зале Большого Народного Собрания Провинции Чжэнцян в городе Ханчжоу . ”Премия дружбы Западного озера" была учреждена в 1997 году и является высшей наградой, присуждаемой иностранным экспертам в провинции Чжэцзян, КНР.

## Публикации
В общей сложности Э.Халиловым опубликовано более 300 научных работ, в том числе 10 монографий и получено более 100 патентов, из которых более 40 международных патентов PCT и ЕАПО .
```
 Им также опубликовано более 300 научно-популярных статей в журналах и газетах.
```

## Общая информация
Э. Н. Халилов — соавтор первого официально зарегистрированного Академией Наук Азербайджана научного открытия в Азербайджане и более 100 патентов .